# Râul Colentina
Râul Colentina este un curs de apă din Muntenia.
Râul Colentina, care izvorăște din dealurile Târgoviștei, din zona Șotânga-Doicești, parcurge un traseu de 101 km, dintre care 37,4 km pe aria Municipiului București.
Râul Colentina face parte din bazinul hidrografic al râului Argeș și este afluent de stânga al Dâmboviței, care la rândul ei este afluent al Argeșului.
Cursul apelor sale străbate: județul Dâmbovița, județul Ilfov, municipiul București și se varsă în râul Dâmbovița, în dreptul localității Cernica.

## Modificări aduse râului
Pe acest râu, din amonte spre aval în sistem de „salbă”, între Buftea și Cernica au fost amenajate 15 lacuri, din care 10 lacuri pe teritoriul administrativ al municipiului București.
Astfel, pe râul Colentina a fost creat Lacul Buftea, situat în Câmpia Vlăsiei, în apropiere de localitatea Buftea, județul Ilfov, la circa 20 km nord București.
În aval, de-a lungul văii Colentina a fost creată, începând cu anul 1933, o salbă de lacuri antropice, care constituie principalele zone de agrement ale zonei de nord a municipiului București. 
În 1933 au început lucrările pentru realizarea lacului rezervor de la Buftea și a lacului Herăstrău, lucrări finalizate în 1936. Lucrările au fost foarte ample, doar în cazul lacului Herastrău fiind deplasați 1.500.000 m³ de pământ. În 1936 pentru a compensa debitul râului Colentina au fost începute lucrările la barajul Bilciurești (pe râul Ialomița) și canalul de canalul de aducțiune Bilciurești – Ghimpați, destinat suplimentării debitului de apă al râului Colentina. În același an a început amenajarea lacurilor Floreasca și Băneasa.
Ca răspuns la cererea Primăriei Municipiului București, Uzinele Comunale (…) prin care Primăria solicită înființarea unui baraj pe locul în care se găsește actualmente barajul lacului Tei, în scopul de a ridica nivelul lacului Tei cu încă 4 m, iar al lacului Floreasca cu încă 90 cm, având ambele lacuri nivelul la cota 75,50, pentru ca mlaștinile insalubre din Valea Colentinei și marginile lacurilor insalubre să fie acoperite de un strat de apă, care să nu permită vegetația plantelor acvatice, a fost emisă Deciziunea Nr. 60.119 din 19 iulie 1938 cu privire la autorizarea lucrărilor de regularizare a râului Colentina și a asanării lacurilor Floreasca și Tei traversate de acest râu.
Până în anul 1940 nu s-au realizat decât 7 din cele 15 acumulări. Următoarele au fost realizate începând cu anul 1968, aducându-li-se unele modificări față de planul inițial. În 1970 s-a terminat de amenajat toată salba de lacuri de pe râul Colentina, așa cum există în prezent.
Sectorul de râu pe care sunt realizate aceste lacuri antropice are o lungime de aproximativ 56 km și o cădere de circa 49 m, amenajată într-o cascadă de 15 lacuri cu o suprafață totală de 1500 ha și un volum util total de 44 milioane m³.
Din amonte spre aval se înlănțuie următoarele lacuri: 
- Lacul Buftea (307 ha),
- Lacul Mogoșoaia (66 ha),
- Lacul Chitila (75 ha),
- Lacul Străulești (39 ha),
- Lacul Grivița (80 ha),
- Lacul Băneasa (40 ha — pe malul acestuia funcționează o bază de tratament cu ape geotermale),
- Lacul Herăstrău (77 ha),
- Lacul Floreasca (70 ha),
- Lacul Tei (80 ha — aici există un complex sportiv studențesc),
- Lacul Plumbuita (55 ha),
- Lacul Colentina (29 ha),
- Lacul Fundeni (123 ha),
- Lacul Dobroești (denumit și Lacul Pantelimon I, 120 ha),
- Lacul Pantelimon (denumit și Lacul Pantelimon II, 260 ha) — pe malul acestui lac se află complexul hotelier „Lebăda”,
- Lacul Cernica (360 ha).

## Poluare
În perioada verii lacurile manifestă fenomenul de înflorire algală datorită concentrației mari de fosfor și azot din apă, substanțe ce ajung în apă pe mai multe căi, printre care apele uzate menajere insuficient epurate din localitățile din amonte riverane râului sau din suplimentul de hrană oferit peștilor în lacurile în care se practică piscicultura.

## Calitatea apei
În urma analizelor apei efectuate de Administrația Națională Apele Române (A.N.A.R.) și a Administrației Lacuri, Parcuri și Agrement București (A.L.P.A.B.), s-au constatat următoarele:

Lacurile formate pe cursul râului Colentina nu se confruntă cu  probleme serioase de contaminare cu poluanți însă, chiar și după o scurtă analiză a unor parametri ai apei se poate observa prezența unor germeni patogeni, ceea ce denotă că apa a fost contaminată cu materii fecale de origine umană sau animală și arată necesitatea conectării la rețeaua de canalizare a unor cartiere mărginașe sau a unor localități mici din amonte. De asemenea, se poate observa depășirea valorilor maxime admise pentru cadmiu, cupru și plumb, metale grele ce pot fi un pericol la adresa sănătății umane dacă este consumată apa direct din râu sau dacă se consumă pește în mod excesiv, deoarece acestea tind să se acumuleze în țesuturile animale, ajungând în final în organismul uman.
În prezent, calitatea apei din salba de lacuri a râului Colentina este necorespunzătoare. Aceasta se datorează deversării direct în râul Colentina de către unitățile industriale și populație a apelor uzate rezultate în amonte de București: Buftea (industrie alimentară, industrie ușoara, populație, poluare constituită de aporturi de nutrienți), Crevedia (ferma de creștere a păsărilor, populație), Mogoșoaia (industria cinematografică, populație). Pe de altă parte, fundul lacurilor de pe râul Colentina nu au mai fost dragate de peste 30 de ani, conducând la acumularea unor mari cantități de nămol insalubru.